# Patrulla del río Shangani
La patrulla del río Shangani, también conocida como la patrulla de Wilson, fue una unidad de 34 soldados al servicio de la Compañía Británica de Sudáfrica que en 1893 fue emboscada y aniquilada por más de 3000 guerreros matabele en Matabelelandia —actual Zimbabue— durante la primera guerra matabele. Liderada por el mayor Allan Wilson, la patrulla fue atacada al norte del río Shangani. Su dramática última defensa, a veces llamada «la última defensa de Wilson», marcó la memoria cultural del Imperio británico y se convirtió en un evento fundacional en la historia nacional de Rodesia del Sur, donde fue considerado el equivalente a eventos como la batalla de Little Bighorn en Estados Unidos, la batalla de Shiroyama en Japón, la batalla de El Álamo en Texas, y la defensa de los griegos en las Termópilas.
La patrulla estaba compuesta por elementos de la Policía Montada de Mashonalandia y la Policía de Fronteras de Bechuanalandia.

## Antecedentes

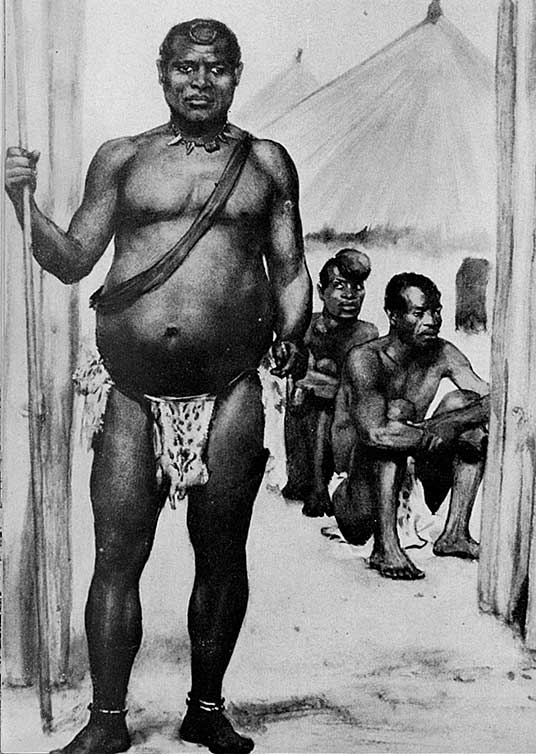
Rey Lobengula, en un dibujo póstumo basado en un boceto contemporáneo.

Durante el reparto de África en la década de 1880, el empresario y político británico con sede en Sudáfrica Cecil Rhodes previó la anexión de territorios que permitieran conectar todas las posesiones africanas del Imperio británico y crear un enlace ferroviario desde El Cairo en el norte hasta Ciudad del Cabo en el sur. En los mapas geopolíticos, los territorios británicos generalmente estaban marcados en rojo o rosa, por lo que este concepto se conoció como la «línea roja del Cabo a El Cairo». En el África austral, este proyecto se vio obstaculizado por la presencia de estados independientes al noreste de la Colonia del Cabo británica. Estas fueron las Repúblicas bóeres, y al norte de estas Matabelelandia del rey Lobengula. Tras la obtención de la Concesión Rudd sobre los derechos mineros del rey Lobengula el 30 de octubre de 1888, la reina Victoria otorgó una Carta Real a Rhodes y a su Compañía Británica de Sudáfrica en octubre de 1889. Gracias a este decreto la Compañía tenía derecho a comerciar y negociar con los gobernantes locales, formar bancos, poseer y administrar tierras y a formar una fuerza policial: la Policía Británica de Sudáfrica, que se convirtió en la Policía Montada de Mashonalandia en 1892.
A cambio de estos derechos, la compañía administraría y desarrollaría todos los territorios que adquiriera respetando las leyes promulgadas por los jefes locales y defendiendo el libre comercio dentro de sus fronteras. Los colonos blancos que se establecieron en esta área la llamaron «Rodesia» en honor a Rhodes. Aunque la Compañía cumplió la mayoría de sus promesas, la búsqueda del consentimiento de Lobengula y otros jefes locales, especialmente para los derechos mineros, a menudo se eludió, tergiversó o simplemente se ignoró. También enfureció a Lobengula al pedirle que detuviera las incursiones tradicionales matabela contra el pueblo mashona que vivía en las áreas administradas por los colonos blancos. Enfurecido por la actitud de la compañía hacia su autoridad, Lobengula declaró la guerra a los recién llegados y al pueblo mashona en 1893. Los guerreros matabele comenzaron la matanza masiva de mashonas en las cercanías de Fort Victoria en julio de ese año,